# Distretto di Waitomo

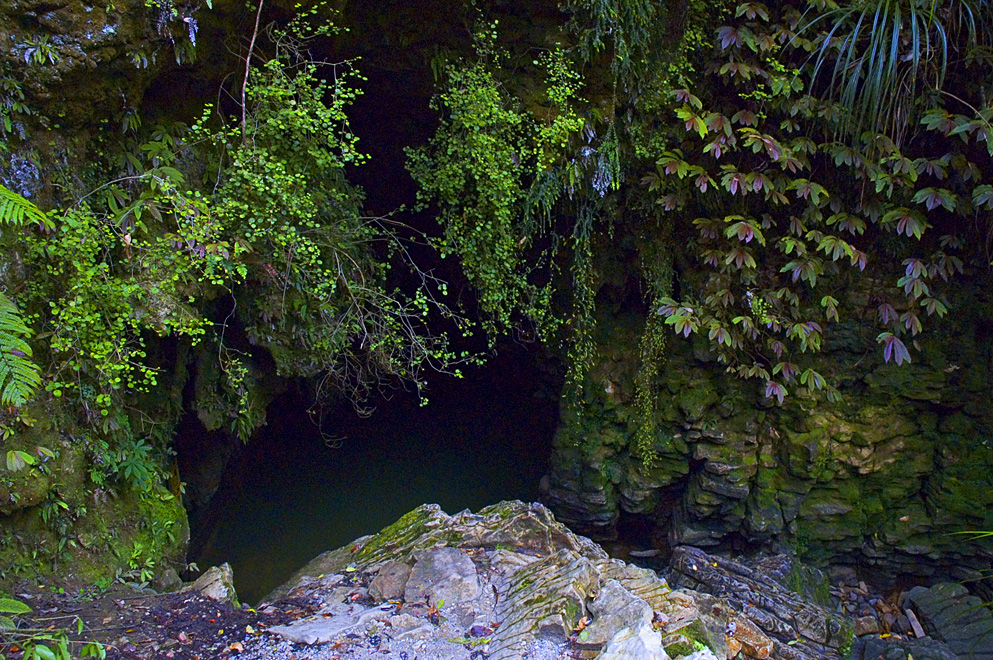
L'entrata delle grotte Waitomo Caves

Il distretto di Waitomo è un'autorità territoriale della Nuova Zelanda che si trova entro i confini della regione di Waikato, nell'Isola del Nord.
La sede del Consiglio distrettuale è situata nella città di Te Kuiti, che raggruppa quasi la metà della popolazione del Distretto (4.400 su 9.400). Nessun altro centro raggiunge i 500 abitanti. Quasi il 40% degli abitanti sono di origine Maori.
Il Distretto di Waitomo ha un'economia basata fondamentalmente sull'agricoltura e sulla produzione e lavorazione del latte, oltre che sull'allevamento di pecore e sulla produzione di lana.
La zona del Distretto più famosa è senza dubbio quella in cui si trovano le Waitomo Caves, un gruppo di grotte che si trova a 12 chilometri da Te Kuiti e che attrae numerosi turisti.
L'origine della parola Waitomo è da ricercare nella lingua māori: wai significa "acqua", mentre tomo significa "dolina". Waitomo quindi può essere tradotto con "acqua che passa attraverso un buco"